# Roland Reutenauer
Roland Reutenauer (Wingen-sur-Moder, Baix Rin, 1943) és un escriptor alsacià en francès. Estudià a la Universitat d'Estrasburg i treballà com a mestre a Wimmenau i a Westhoffen fins al 1999. És autor de poemes-assaig i el 1979 va rebre el Premi Artaud.

## Obres
- L'Equarrisseur aveugle (1975)
- Demain les fourches (1978)
- L'oeil de César (1981)
- Ombres donatrices (1984)
- Jours contés Liqueurs du dasein (1986)
- Graminées au vent (1988)
- Chronique des voyageurs sans retour (1991)
- Un jour ou l'autre (1998)
- Avant longtemps (2001)
- La rivière le chêne (2004)
- Périple et détours (2006)